# عبد الله بن محمد آل الشيخ
عبد الله بن محمد بن إبراهيم بن عبد اللطيف آل الشيخ (1948 -) رئيس مجلس الشورى في المملكة العربية السعودية، وعضو هيئة كبار العلماء. تولى وزارة العدل. من أحفاد الشيخ محمد بن عبد الوهاب. يشغل منصب رئيس مجلس الشورى السعودي بعد تعيينه في 14 فبراير 2009 (19 صفر 1430).

## نسبه
الشيخ د. عبد الله من أسرة آل الشيخ المشهورة وهم من آل مشرف عشيرة من المعاضيد من فخذ آل زاخر الذين هم بطن من الوهبة من بني حنظلة من قبيلة بني تميم.

## تعليمه
حصل على الشهادة الابتدائية من المدرسة المحمدية بالرياض ثم انتقل إلى المعهد العلمي وتتلمذ خلال هذه الفترة على يد والده مفتي الديار السعودية الشيخ محمد بن إبراهيم، حيث كان الوحيد من بين أبناء سماحته الذي سكن معه في المنزل أما بقية أخوته فقد كانوا يسكنون في منازل مستقلة. وقد لازم والده داخل المنزل وخارجه وقرأ عليه عدداً من المواد التي كانت تدرس في المعهد العلمي، وعلوماً أخرى انتقاها سماحة والده تتلمذ على يد سماحته فيها. كما درس على يد الشيخ عبد الرزاق عفيفي بتكليف من والده بإعطاء الدروس في التفسير والفقه وأصوله.
بعد ذلك انتقل إلى كلية الشريعة في مدينة الرياض قبل أن تسمى جامعة الإمام محمد بن سعود الإسلامية وتخرج منها بدرجة بكالوريوس في الشريعة عام 1395هـ/1975م، ثم عمل معيدا في نفس الجامعة، وابتعث إلى جامعة الأزهر بالقاهرة في كلية الشريعة والقانون وأنهى فيها مرحلة الماجستير عام 1400هـ/1980م، وكان عنوان الرسالة «نشأة الفقه الإسلامي واستقلاله حتى نهاية القرن الرابع الهجري».
ثم عاد إلى المملكة وواصل دراسته في جامعة الإمام وتخرج بعد حصوله على الدكتوراه عام 1407هـ/1987م. وكان عنوان الرسالة: «توظيف الأموال في الشريعة الإسلامية، بإشراف معالي الدكتور عبد الله الركبان».

## خبراته العملية
عمل الدكتور عبد الله بعد حصوله علي درجة الدكتوراه محاضرا في جامعة الإمام محمد بن سعود الإسلامية في كلية الشريعة في قسم الفقه وأستاذا مساعدا، وشارك في مناقشة العديد من رسائل الماجستير والدكتوراه، إلى أن عُين وزيراً للعدل بالأمر الملكي رقم: 2/125 تاريخ 19/3/1413هـ. وفي عام 2009 عُين في منصب رئيس مجلس الشورى، وهو منصبه الحالي.

## عضوياته
- عضو هيئة كبار العلماء.[5]
- عضو المجلس الأعلى للشؤون الإسلامية.
- نائب رئيس المكتب التنفيذي لمجلس وزراء العدل العرب.
- عضو مجلس إدارة جمعية البر بالرياض.
- رئيس مجلس إدارة مؤسسة الدعوة الإسلامية الصحفية.
- عضو مجلس إدارة جمعية الأطفال المعاقين السعودية بالرياض.[6]

## أبناؤه
- محمد بن عبد الله بن محمد آل الشيخ
- معاذ بن عبد الله بن محمد آل الشيخ
- نورة بنت عبد الله بن محمد آل الشيخ
- مي بنت عبد الله بن محمد آل الشيخ
- لمى بنت عبد الله بن محمد آل الشيخ

## الجوائز والتكريم
- جائزة «التميز البرلماني» بالاتحاد البرلماني العربي، فئة "رؤساء البرلمان" من بين رؤساء المجالس والبرلمانات العربية عام 2018م.[7][8]